# 1463년

## 연호
- 명(明) 천순(天順) 7년
- 일본(日本) 간쇼(寛正) 4년
- 후 레 왕조(後黎朝) 꽝투언(光順) 4년

## 기년
- 명(明) 영종 천순제(英宗 天順帝) 복위 7년
- 조선(朝鮮) 세조(世祖) 9년
- 후 레 왕조(後黎朝) 성종(聖宗) 4년

## 사건
1463.11.17 (조선 세조 9년) 홍문관 설치

## 탄생
- 2월 24일 - 르네상스 시대 이탈리아 철학자 조반니 피코 델라 미란돌라